# Magnus Nygren
Ne doit pas être confondu avec Magnus Nyrén.
Magnus Nygren (né le 7 juin 1990 à Karlstad en Suède) est un joueur professionnel suédois de hockey sur glace. Il évolue au poste du défenseur .

## Biographie

### Carrière en club
Formé au Färjestad BK, il débute en Division 1 avec le Skåre BK en 2008-2009. Il découvre l'Elitserien un an plus tard. Après avoir séparé la saison régulière entre le Färjestad BK et le BIK Karlskoga dans l'Allsvenskan, il remporte le championnat de Suède en 2011. Lors du repêchage d'entrée dans la LNH 2011, il est choisi au quatrième tour à la cent-treizième position au total par les Canadiens de Montréal. La saison suivante, il reçoit une place permanente à l'alignement de Färjestad dans l'Elitserien.
Nygren marque 13 buts et 32 points au total durant la saison 2012-2013, et remporte le trophée Salming en tant que meilleur défenseur suédois ne jouant pas dans la Ligue nationale de hockey. Il figure également au premier rang des buteurs chez les défenseurs de l'Elitserien. La saison terminée, il signe un contrat de deux ans avec les Canadiens et rejoint le club pour la saison 2013-2014. Après avoir participé aux entraînements, il est cédé aux Bulldogs de Hamilton en Ligue américaine de hockey avant le début de la saison. Il joue 16 matchs avec les Bulldogs avant de retourner en Suède le 27 novembre 2013. Il est ensuite nommé capitaine adjoint du Färjestad BK et marque 20 points en 25 matchs pour finir la saison 2013-2014. En séries éliminatoires, il atteint la finale du Championnat de Suède.

### Carrière internationale
Il représente la Suède au niveau international lors de l'Euro Hockey Tour. Il a participé aux sélections jeunes.

## Trophées et honneurs personnels
- Elitserien : remporte le trophée Salming (2013).

## Statistiques

### En club
| Saison    | Équipe               | Ligue       |                   | Saison régulière  | Saison régulière  | Saison régulière  | Saison régulière  | Saison régulière  |                   | Séries éliminatoires | Séries éliminatoires | Séries éliminatoires | Séries éliminatoires | Séries éliminatoires |
| Saison    | Équipe               | Ligue       | PJ                | B                 | A                 | Pts               | Pun               | PJ                | B                 | A                    | Pts                  | Pun                  |                      |                      |
| 2008-2009 | Skåre BK             | Division 1  | 41                | 7                 | 21                | 28                | 32                |                   |                   |                      |                      |                      |                      |                      |
| 2009-2010 | Skåre BK             | Division 1  | 24                | 9                 | 18                | 27                | 10                |                   |                   |                      |                      |                      |                      |                      |
| 2009-2010 | Mora IK              | Allsvenskan | 21                | 2                 | 5                 | 7                 | 10                | 2                 | 0                 | 1                    | 1                    | 2                    |                      |                      |
| 2009-2010 | Färjestad BK         | Elitserien  | 9                 | 0                 | 0                 | 0                 | 4                 |                   |                   |                      |                      |                      |                      |                      |
| 2010-2011 | BIK Karlskoga        | Allsvenskan | 35                | 5                 | 6                 | 11                | 10                |                   |                   |                      |                      |                      |                      |                      |
| 2010-2011 | Färjestad BK         | Elitserien  | 22                | 4                 | 11                | 15                | 4                 | 14                | 3                 | 7                    | 10                   | 6                    |                      |                      |
| 2011-2012 | BIK Karlkoga         | Allsvenskan | 3                 | 1                 | 1                 | 2                 | 4                 |                   |                   |                      |                      |                      |                      |                      |
| 2011-2012 | Färjestad BK         | Elitserien  | 50                | 7                 | 11                | 18                | 6                 | 10                | 2                 | 0                    | 2                    | 0                    |                      |                      |
| 2012-2013 | Färjestad BK         | Elitserien  | 51                | 13                | 19                | 32                | 49                | 10                | 1                 | 3                    | 4                    | 10                   |                      |                      |
| 2013-2014 | Bulldogs de Hamilton | LAH         | 16                | 1                 | 7                 | 8                 | 14                |                   |                   |                      |                      |                      |                      |                      |
| 2013-2014 | Färjestad BK         | Elitserien  | 25                | 12                | 8                 | 20                | 8                 | 15                | 2                 | 3                    | 5                    | 6                    |                      |                      |
| 2014-2015 | Bulldogs de Hamilton | LAH         | 15                | 4                 | 6                 | 10                | 2                 | -                 | -                 | -                    | -                    | -                    |                      |                      |
| 2015-2016 | Färjestad BK         | Elitserien  | 47                | 8                 | 18                | 26                | 24                | 5                 | 1                 | 1                    | 2                    | 4                    |                      |                      |
| 2016-2017 | Färjestad BK         | Elitserien  | 49                | 11                | 20                | 31                | 26                | 7                 | 2                 | 3                    | 5                    | 2                    |                      |                      |
| 2017-2018 | HC Davos             | LNA         | 47                | 9                 | 23                | 32                | 26                | -                 | -                 | -                    | -                    | -                    |                      |                      |
| 2018-2019 | HC Davos             | LNA         | 36                | 7                 | 11                | 18                | 18                | 10                | 2                 | 1                    | 3                    | 6                    |                      |                      |
| 2019-2020 | HC Davos             | LNA         | 23                | 3                 | 11                | 14                | 12                | -                 | -                 | -                    | -                    | -                    |                      |                      |
| 2020-2021 | HC Davos             | LNA         | 48                | 14                | 21                | 35                | 38                | 3                 | 0                 | 2                    | 2                    | 4                    |                      |                      |
| 2021-2022 | HC Davos             | LNA         | 51                | 6                 | 19                | 25                | 20                | 7                 | 0                 | 2                    | 2                    | 29                   |                      |                      |
| 2022-2023 | HC Davos             | LNA         | 34                | 3                 | 14                | 17                | 6                 | -                 | -                 | -                    | -                    | -                    |                      |                      |
| 2023-2024 | Färjestad BK         | SHL         | Saison en cours ? | Saison en cours ? | Saison en cours ? | Saison en cours ? | Saison en cours ? | Saison en cours ? | Saison en cours ? | Saison en cours ?    | Saison en cours ?    | Saison en cours ?    |                      |                      |

### En équipe nationale
| Année | Équipe | Compétition          |    | PJ | B | A | Pts | Pun      |  | Résultat |
| 2014  | Suède  | Championnat du monde | 10 | 1  | 4 | 5 | 2   | 3e place |  |          |
| 2016  | Suède  | Championnat du monde | 5  | 1  | 1 | 2 | 4   | 6e place |  |          |
| 2021  | Suède  | Championnat du monde | 7  | 1  | 2 | 3 | 6   | 9e place |  |          |